# Trypetisoma eutretoides
Trypetisoma eutretoides is een vliegensoort uit de familie van de Lauxaniidae. De wetenschappelijke naam van de soort is voor het eerst geldig gepubliceerd in 1968 door Arnaud.